# 院内感染
院内感染（いんないかんせん、hospital-acquired infection, nosocomial infection）とは、病院や医療機関内で、新たに細菌やウイルスなどの病原体に感染すること。病院外での感染を表す「市中感染」と、対を成す用語である。特に薬剤耐性の病原体や日和見感染 (opportunistic infection) によるものを指す。

## 概要
病気の治療の場である病院は、その一方では、多様な病原体（に感染した患者）が集まり、また薬剤耐性菌が多く生息しているという点で、感染症が発生しやすい危険な場所であるとも言える。また他の疾患や免疫抑制剤投与により、感染への抵抗力（免疫）や体力が低下した人も多く存在し、なおかつ注射や手術の医療行為には、体内に病原体が侵入する危険が伴う。
これらのことから、一般的な市中環境に比べて、病院内は感染症の集団発生の危険が高い。院内における感染は、病院外でおこる感染症とは、病原体も対策も異なる点が多いため、病院内で発生するこれらの感染を、とくに院内感染と呼び、医学分野でも市中感染と区別して扱う。
院内感染は、易感染宿主が発病した場合や高度薬剤耐性菌による場合には、治療が難しく、患者の生命健康に重大な被害を与える。このため、発生を未然に防ぐ（予防する）ことが重要である。
医療機関において環境衛生を徹底し、手洗いや消毒の基本的な感染予防対策を徹底することが発生の予防に効果的である。医療機関の多くは専門の部門や医療チーム（感染制御チームなど）を設けて院内感染の発生防止に努めているが、院内感染が発生したとき、これらの対策に不備が認められた場合などには、医療訴訟が起こって社会問題となるケースもある。

## 状況・原因
病院や医療機関は病気を治療する場であるが、その反面、さまざまな病原体に感染した患者が集まってくる場所であり、また抗菌薬や消毒薬の多用から、薬剤耐性病原体が多い環境である。
院内には、重症の消耗性疾患の患者や外科手術等で感染の危険性が高い処置を受けた患者、あるいは臓器移植手術後の拒絶反応を弱めるために、免疫抑制剤投与を受けて人為的に感染防御能（いわゆる免疫力）を低下させられている患者、抗がん剤投与により骨髄機能や免疫能が低下している患者など、微生物の感染に対する抵抗力が著しく低い、易感染宿主（健康な人には害を及ぼさない弱毒菌によっても感染症をおこす、compromised host）が多い。そのため、平素無害菌による日和見感染の危険性が高いことになる。
感染源である患者と免疫力・抵抗力・体力の衰えた患者が、同一施設内にいるため、感染しやすい状況である。また患者から患者へと感染する以外にも、医師や看護師、あるいは調理員などの医療従事者が病原体の運び役になっている場合や、院外から免疫力の高い保菌者の来院によって感染が引き起こされる場合がある。

## 主な院内経路と病原体
- 接触感染：保菌者の皮膚や粘膜などに触れたり、食器や衣類などに間接的に触れることで感染する
  - 多剤耐性菌（MRSA、VRE、VRSA、多剤耐性緑膿菌 (MDRP)など）
  - 疥癬
  - セレウス菌
- 経口感染：病原体が手や食器などを介して口から侵入して感染する。特に糞口感染（感染に要する病原体数が極めて少なく、伝染性が高い）の場合が多い。
  - 腸管出血性大腸菌 （O157など）
  - 赤痢菌
  - ノロウイルス
- 飛沫感染：病原体が保菌者のクシャミ・咳などで飛ばされ感染する
  - インフルエンザウイルス
  - 風疹ウイルス
  - マイコプラズマ
  - 髄膜炎菌
- 空気感染：空気中に浮遊した病原体を吸い込むことで感染する
  - 麻疹ウイルス
  - 水痘ウイルス
  - 結核菌
- 血液感染：針刺し事故や輸血、血液製剤から感染する
  - ヒト免疫不全ウイルス
  - B型肝炎ウイルス
  - C型肝炎ウイルス
- 手術や処置による感染：カテーテルやプラスチック製の人工弁など、体内に留置する医療器具からの感染や、生体製剤からの感染
  - 緑膿菌（静脈内、尿路内の留置カテーテルから）
  - 表皮ブドウ球菌（コアグラーゼ陰性ブドウ球菌(CNS)の一種。留置医療器具から）
  - プリオン（硬膜製剤による薬害CJD）

## 院内感染対策の実態
日本環境感染学会が実態把握に乗り出したのは1999年からである。アメリカ合衆国や欧米では、約20年前から院内感染対策の研究機関を組織して、調査・研究が進んでいる。
例えばStudy for the Efficacy of Nasocomial Infection Control （SENIC、院内感染対策に関する研究） という機関があり、調査は毎年継続され、予防対策についても常に最新の方法・技術が導入され、研究・改良されている。日本では、急速に研究は進んでいるが、対策についてはまだ十分であるとは言えない。
2006年6月に公表された埼玉医科大学病院における多剤耐性緑膿菌 (MDRP) による院内感染事例では、
1. 初めにICUで感染が広がり、その患者がICUから一般病棟にMDRPを持ち帰った結果、感染が拡大したこと
2. 感染経路については、他の耐性菌と異なり、固形石鹸や手洗い場・シャワー等湿度の高い場所や尿を介しての繁殖・伝染であること
3. 抗生物質（カルバペネム等）の使い過ぎにより緑膿菌が薬物に対して耐性を獲得したこと

などが明らかにされている。
病院の建築設計では、院内感染の防止のため、動線の交差を避ける配慮が推奨されている。感染や事故につながる廃棄物等の運搬経路は、患者動線と完全分離することが望ましいとされる。すなわち、患者の行動領域がバックヤードと切り離されるように設計される。

## 新型コロナウイルスの院内感染 (2020年)
2019新型コロナウイルスの世界的な感染拡大の局面では、中華人民共和国、イタリアで1000人を超える大規模な院内感染が発生した。

## 類語
病院や診療所以外にも、老人保健施設や在宅ケアなどを介した感染拡大も含めて「医療関連感染」(英語: healthcare-associated infection, 略称: HAI)と言う用語が提案されている。